# Béziers Volley 2017-2018
Questa voce raccoglie le informazioni riguardanti il Béziers Volley nelle competizioni ufficiali della stagione 2017-2018.

## Organigramma societario
Area direttiva
- Presidente: Bernard Fages

Area tecnica
- Allenatore: Cyril Ong
- Allenatore in seconda: Romuald Bainvel

## Rosa
| N° | Nome               | Ruolo | Data di nascita   | Nazionalità sportiva |
| -- | ------------------ | ----- | ----------------- | -------------------- |
| 1  | Eva Mori           | P     | 13 marzo 1996     | Slovenia             |
| 2  | Yeisy Soto         | C     | 7 aprile 1996     | Colombia             |
| 3  | Laurianne Quiot    | L     | 15 aprile 1997    | Francia              |
| 4  | Clémence García    | C     | 20 gennaio 1997   | Francia              |
| 5  | Amber Rolfzen      | C/O   | 25 agosto 1994    | Stati Uniti          |
| 6  | Yasmina Tangaty    | S     | 23 marzo 1999     | Francia              |
| 7  | Déborah Lafalize   | P     | 8 settembre 1999  | Belgio               |
| 8  | Chloé Once         | L     | 30 marzo 1998     | Francia              |
| 9  | Clara Martin       | S     | 27 febbraio 1989  | Francia              |
| 10 | Janisa Johnson     | S     | 22 settembre 1991 | Stati Uniti          |
| 11 | Pauline Martin     | P     | 29 settembre 1995 | Francia              |
| 13 | Krystal Rivers     | O     | 23 maggio 1994    | Stati Uniti          |
| 14 | Mari Hole          | S     | 3 agosto 1990     | Norvegia             |
| 16 | Juliette Fidon     | S     | 28 ottobre 1996   | Francia              |
| 17 | Olga Strantzalī    | S     | 12 gennaio 1996   | Grecia               |
| 18 | Alexandra Rochelle | L     | 14 gennaio 1983   | Francia              |
| 20 | Marie Centelles    | C     | 11 gennaio 1996   | Francia              |